# Jess Margera
Jess Margera (ur. 28 sierpnia 1978 w West Chester, Pensylwania), amerykański muzyk, perkusista zespołów CKY, Foreign Objects oraz Gnarkill.

## Życiorys
Jest starszym bratem Bama Margery i synem Phila i April Margerów. Jess był członkiem CKY Crew oraz występował w filmach z serii CKY. 8 kwietnia 2005 roku, jego narzeczona Kelly urodziła dziewczynkę Ava Elizabeth Margera. Jess i Kelly pobrali się 29 października 2005 roku w Pensylwanii. 18 stycznia 2007 roku urodziła im się kolejna córeczka, Scarlett. W chwili obecnej mają troje dzieci, oprócz dwóch córek ma jeszcze syna Londyna Phillipa Margerę.
Razem z Jamesem Rotą z Fireball Ministry i Neilem Fallonem z Clutch, Jess obecnie pracuje nad nowym zespołem o nazwie The Company Band.
8 listopada 2006 roku, Margera oświadczył na stronie Ask CKY, że jego studio Westtown Lake jest otwarte. Jess nagrał wszystkie perkusyjne utwory w albumie Chapter 2 zespołu Viking Skull.

## Filmografia
- 1999 Landspeed: CKY jako on sam
- 2000–2002 Jackass jako on sam
- 2000 CKY2K jako on sam
- 2001 CKY Documentary jako on sam
- 2001 CKY 3 jako on sam
- 2002 CKY 4 Latest & Greatest jako on sam
- 2002 Jackass: Świry w akcji jako on sam
- 2003 CKY: Infiltrate, Destroy, Rebuild – The Video Album jako on sam
- 2003 Haggard: The Movie jako Włóczęga/Uzależniony od Tetrisa
- 2008 Bam Margera Presents: Where the #$&% is Santa? jako on sam
- 2008 Return to Sleepaway Camp
- 2011 Dream Seller jako Thod Ston